# Sylvestre Gérard Audet
Pour les articles homonymes, voir Audet.
Sylvestre-Gérard Audet, né le 18 février 1883 à Senlis (Oise) et mort le 27 avril 1972 à Rennes, est un général de corps d’armée français de la Seconde Guerre mondiale.

## Affectations
- 1934 - 1936 Formation au Centre des hautes études militaires
- 1936 - 1938 Chef d’État-major au Conseil supérieur de la guerre
- 1938 Général de division commandant la division militaire territoriale de Meknès (Maroc)
- 16 février 1939 Général de division commandant la 1re division marocaine
- 16 février 1940 Général de division commandant le corps expéditionnaire français en Scandinavie ; promu général de corps d’armée le 15 avril 1940
- 1er juin 1940 Général de division commandant le 25e corps d’armée
- 9 juin 1940 Placé dans la réserve
- (22-26 ?) juillet 1940 Résident général de France en Tunisie
- juillet 1940 Général de corps d’armée commandant en chef des troupes de Tunisie
- 1941 Général de corps d’armée commandant la 17e région militaire
- 1942 Placé dans la réserve, puis retiré des cadres de l’armée

## Œuvres
Le général Audet collabore avec le général Laure à la rédaction d’une biographie du maréchal Pétain, publiée en 1942.

## Source
- (en) Charles D. Pettibone, The Organization and Order of Battle of Militaries in World War II : Italy and France including the Neutral Countries of San Marino, Vatican City (Holy See), Andorra and Monaco, vol. 6, Trafford Publishing, 2010, 612 p. (ISBN 978-1-4269-4633-2, lire en ligne)